# Audience (média)
Pour les articles homonymes, voir Audience.
L'audience d'un média est l'ensemble des individus exposés, ou leur nombre ; elle fait l'objet de mesures : l'audimétrie (souvent en France, on parle d'audimat, bien que ce soit en réalité une marque de Médiamétrie, qui est donc utilisée comme nom). L'audimétrie relève de sondages. Il est parfois improprement fait référence à des audiences, au pluriel. Cet emploi concerne en fait, les résultats (de mesure) d'audience.

## Les 5 indicateurs

### La part d'audience (oupart de marché)
La part d'audience (PDA) ou part de marché (PDM) est l'indicateur le plus utilisé. Il s'agit du pourcentage des personnes ayant suivi un support (chaîne de télévision, station de radio, site Web) ou d'un ensemble de supports (agrégats, couplages) par rapport à l’audience globale du média (télévision, radio, Web) ou d'un sous ensemble (exemple : programmes généralistes). Cet indicateur peut être calculé pour une émission ou une tranche horaire, et par cible.
Par exemple, une part de marché de 20 % pour une chaîne de télévision X signifie qu’en moyenne 20 % des téléspectateurs (par rapport au nombre total de téléspectateurs ayant accès à la chaîne X et regardant la télévision à ce moment-là) regardent la chaîne X.

### L'audience moyenne
L'audience moyenne (ou taux moyen d’audience) est la moyenne de la part d'audience. Elle peut être calculée pour le média dans son ensemble sur une durée donnée (moyenne journalière, hebdomadaire, mensuelle, annuelle) ou pour une émission en particulier.
L’audience moyenne peut aussi être exprimée en nombre de personnes.
Il suffit pour cela de multiplier l'audience moyenne par la valeur du point d'audience (nombre de personnes équivalant à un point d'audience).

### L’audience cumulée
Il s'agit du nombre ou du pourcentage de personnes ayant eu au moins un contact avec le média sur une durée donnée (tranche horaire, journée, semaine), quel qu'en soit la durée, par rapport au nombre total de personnes ayant accès à ce média. Cet indicateur quantifie le nombre d'auditeurs et se mesure par le rapport DEI / DEA.
Par exemple, si notre chaîne X obtient une audience cumulée hebdomadaire de 50 %, cela signifie qu’un téléspectateur ayant accès à la chaîne X sur deux l’a regardée au moins une fois dans la semaine.

### L’audience par quart d'heure moyen
Le quart d'heure moyen correspond à la proportion moyenne d'individus à l'écoute du support, durant un quart d'heure au cours d'une période considérée (tranche horaire, journée, semaine).
Ce critère qui évalue l'audience moyenne d'un support est traditionnellement utilisé en France pour mesurer la compétition entre les chaînes, les radios.

### La durée d’écoute
Il s'agit de la moyenne (exprimée en heures et en minutes) du temps passé à l’écoute d’une émission ou d’un média.
Par exemple, si la durée d’écoute de la chaîne X est de 30 minutes, cela signifie que les téléspectateurs qui regardent X la regardent en moyenne 30 minutes.

## Par critère
Ces données générales peuvent aussi être établies sur une population particulière, en fonction de sa catégorie socio-professionnelle et de son âge. On peut ainsi étudier la part de marché d’une émission sur la ménagère de moins de 50 ans.
De même, l’audience peut être définie en fonction du support de réception, par exemple en se limitant au câble, au satellite, à la TNT, ou à l'ADSL.

## Les limites de l’audience

### L’audience est un sondage
Les instituts de mesure d'audience ont mis au point un panel représentatif de foyers, qui est mis à jour très régulièrement. L'élément étudié est le comportement des panélistes et pas celui de la population dans son ensemble.

#### Marge d'erreur et intervalle de confiance
Tout sondage comporte une marge d'erreur, qui atteint par exemple 4,5 % pour 500 enquêtés selon l'institut Ipsos. Si un sondage exploitant 4 000 personnes interrogées accuse une marge d'erreur de plus ou moins 1,6 %, cela signifie que pour un résultat d'audience de 50 %, le résultat réel se situera dans une fourchette allant de 48,4 % à 51,6 %, soit un écart de 3,3 % entre les deux valeurs basse et haute. De même, par exemple, dans le cas d’un échantillon de 1000 personnes, si le pourcentage mesuré est de 10 %, la marge d’erreur est égale à 1,8. Le vrai pourcentage est donc compris entre 8,2 % et 11,8 %. En décembre 2012, l'institut Médiamétrie sondait 5 004 foyers pour établir l'audience des chaînes de télévision et des stations de radio en France. L'intervalle de confiance - l'écart théorique de précision entre la mesure d'audience et l'audience réelle atteint dans ce cas 0,6 point - pose alors problème notamment pour les chaînes ou radios dont l'audience est inférieure à 0,6 point ou lorsque deux chaînes se retrouvent au coude-à-coude.

#### Le panel est insuffisamment représentatif
Il a été reproché à la société Médiamétrie (société de mesure de l'audience en France) de diffuser des résultats involontairement tendanciels, du fait de son panel insuffisamment représentatif de la société. En effet, la mesure de l'audience est calculée à l'aide de boîtiers que des particuliers acceptent d'avoir à leur domicile. Or selon Bertrand Labasse, chercheur au Centre national pour le développement de l'information (CNDI), « pour accepter d'être dans le panel, il faut avoir un goût très prononcé pour la télévision. Ce qui laisse penser que ces personnes sont prédisposées à regarder TF1 ». Ainsi, les chiffres transmis par Médiamétrie sont probablement plus avantageux pour les chaînes les plus populaires que pour les chaînes plus élitistes ou spécialisées.

### L'audience ne mesure pas la qualité
Le spécialiste des médias François Jost, auteur de Le culte du banal, de Duchamp à la téléréalité (CNRS, Biblis, 2010), rappelle que le culte de l'audience n'est pas nécessairement un gage de qualité, et précise qu'il n'y a pas une norme unique de la qualité dans les médias. Selon lui, les critères pour définir la qualité devraient être les suivants :
- le respect des obligations édictées par le cahier des charges, notamment en matière de dignité humaine ;
- le respect des promesses faites par la chaîne ;
- la nécessité d'invention et de création[11].

## Instituts de mesure
Plusieurs entreprises de statistiques et communications nommées instituts de mesures vendent des outils statistiques en tenant compte du nombre, de l'âge et de la présence réelle des personnes utilisant les médias. Les techniques utilisées sont :
- Pour Internet, des compteurs inclus dans les pages (pouvant être bloqués par les navigateurs via une liste noire de pages et de scripts). Ces outils permettent aux propriétaires de sites de connaître la popularité, la fréquentation et le positionnement de leurs médias.
- Pour la télévision via des boîtiers utilisés par des volontaires, ce qui limite donc la représentativité. Des sondages sont également faits par téléphone ou d'autres moyens pour tenter d'obtenir de meilleurs résultats.

### Internet
Internet étant fondé sur l'adresse IP, les technologies consistent à scanner le flux transitant sur le réseau (du foyer ou de l'Internet) et à stocker les informations sur les ressources circulant entre le client et le serveur. Les protocoles basés sur IP sont nombreux (rstp pour la vidéo, http pour les pages html, flash java, javascript). Le problème est de savoir si l'accès à une ressource provient d'un bot, d'un moteur de recherche, d'un crawler ou d'une personne réelle et différente, d'où l'utilisation de systèmes d'authentification par image Captcha (dont le but premier est d'éviter le spam, de type splog ou autre) et des cookies. Pour Internet, les termes de « Web Analytics » ou de « référencement » sont donc préférés à celui de « mesure de l'audience ».
Des sites professionnels, d'Alexa Internet à Médiamétrie en passant par XiTi, Netcraft ou Google Analytics, proposent de fournir de telles données.
En outre, tous les serveurs http possèdent un fichier de log qui permet de connaître la fréquentation d'un site. Ces données peuvent être mise en valeur par des outils comme Urchin Software Corporation, AWStats ou Webalizer.
Enfin, les sites de réseaux sociaux, comme MySpace, Facebook ou Windows Live, permettent de mesurer l'audience et le comportement des personnes inscrites, grâce aux informations privées qu'ils gèrent.

### Télévision
Le système est fondé sur un boîtier servant d'interface entre une nouvelle télécommande, le téléviseur et un modem. L'utilisateur informe donc le boîtier de son choix mais aussi de sa présence (pour savoir qui regarde). Cela est télétransmis quotidiennement vers le serveur de l'institut de mesure d'audience.
En France, l'institut de référence reste Médiamétrie. À la différence de ce qui se pratique généralement dans d'autres pays, cet institut n'est pas réellement indépendant car contrôlé et financé par toutes les chaînes et diffuseurs eux-mêmes.

#### Audiences mondiales
- Le mariage du prince William et de Catherine Middleton, en 2011, a été suivi par 2 milliards de personnes dans le monde selon le gouvernement britannique[12].
- La cérémonie d'ouverture des J.O d'hiver de Sotchi a été suivie par 1 milliard de personnes dans le monde.
- La 58e cérémonie Eurovision de la Chanson (2013) a été suivie par 170 millions de personnes dans le monde.
- La Finale de la Coupe du monde de football de 2010 a été suivie par près de 700 millions de téléspectateurs dans le monde.

#### Record d'audiences par pays
| Pays                             | Chaîne TV | Date             | Type de programme          | Programme                                                    | Téléspectateurs | Part de marché |
| -------------------------------- | --------- | ---------------- | -------------------------- | ------------------------------------------------------------ | --------------- | -------------- |
| Allemagne                        | Das Erste | 13 juillet 2014  | Sport : football           | Allemagne - Argentine (Finale Coupe du Monde FIFA 2014)      | 34 650 000      | 86,3 %         |
| Chine                            | CCTV      | 8 août 2008      | Sport : jeux olympiques    | Cérémonie d'ouverture des jeux olympiques de Pékin           | 1 120 000 000   | 92 %           |
| Espagne                          | Telecinco | 1er juillet 2012 | Sport : football           | Espagne - Italie (Finale de l'UEFA Euro 2012)                | 15 481 000      | 83,4 %         |
| France                           | TF1       | 18 décembre 2022 | Sport : football           | Argentine - France (Finale Coupe du Monde 2022)              | 24 080 000      | 81 %           |
| Nouvelle-Zélande                 | TV One    | 23 octobre 2011  | Sport : rugby              | Nouvelle-Zélande - France (Finale Coupe du Monde 2011)       | 2 040 000       | -              |
| Portugal                         | RTP1      | 30 juin 2004     | Sport : football           | Portugal - Pays-Bas (1/2 de l'UEFA Euro 2004)                | 3 872 000       | 87.2           |
| États-Unis                       | Fox       | 9 février 2025   | Sport : football américain | Seahawaks de Seattle - Broncos de Denver (Super Bowl XLVIII) | 127 700 000     | -              |
| Belgique ( Communauté française) | La Une    | 1er juillet 2014 | Sport : football           | Belgique - États-Unis (1/8 finale Coupe du Monde FIFA 2014)  | 1 659 794       | 83,62 %        |
| Belgique ( Communauté flamande)  | Canvas    | 1er juillet 2014 | Sport : football           | Belgique - États-Unis (1/8 finale Coupe du Monde FIFA 2014)  | 2 372 756       | 84,06 %        |

### Radio
Médiamétrie assure les mesures d'audience de la radio en France, par le biais d'une série de chiffres éditée tous les trois mois et qui porte le nom de 126 000 locales.